# Romont, Vosges
Romont är en kommun i departementet Vosges i regionen Grand Est (tidigare regionen Lorraine) i nordöstra Frankrike. Kommunen ligger i kantonen Rambervillers som tillhör arrondissementet Épinal. År 2022 hade Romont 362 invånare.

## Befolkningsutveckling
Antalet invånare i kommunen Romont
| Referens: INSEE |